# شجرة الجنسنغ البرازيلية
شجرة الجنسنغ البرازيلية (الاسم العلمي:Dendropanax brasiliensis) هي نوع من النباتات تتبع جنس شجرة الجنسنغ من الفصيلة الأرالية.